# Équitation aux Jeux olympiques d'été de 2024
Navigation
Tokyo 2020 Los Angeles 2028
Les épreuves d'équitation aux Jeux olympiques d'été de 2024 à Paris se déroulent du 27 juillet au 6 août 2024 dans le parc du château de Versailles. 200 cavaliers et cavalières s’affrontent dans trois disciplines, le saut d'obstacles, le dressage et le concours complet, à titre individuel et par équipes.

## Épreuves
| Discipline       | Individuel | Par équipes | Total |
| ---------------- | ---------- | ----------- | ----- |
| Dressage         | 1          | 1           | 2     |
| Saut d'obstacles | 1          | 1           | 2     |
| Concours complet | 1          | 1           | 2     |
| Total            | 3          | 3           | 6     |

Six titres issus de trois disciplines sont disputés à l'occasion de ces Jeux, ainsi qu'indiqué dans le tableau ci-contre. L'équitation est un sport mixte où hommes et femmes concourent dans la même catégorie.
La description générale des épreuves olympiques pour les trois disciplines est donnée ci-dessous. Les règles complètes pour les épreuves équestres pour les Jeux olympiques de Paris 2024 sont disponibles sur le site de la Fédération Équestre Internationale.

### Dressage
Lors du dressage, le cavalier et son cheval exécutent une série de figures au cours d'une reprise dans une carrière. Un jury attribue des notes en fonction de critères techniques, d'aisance et de fluidité.
Les équipes de dressage sont composées de trois athlètes, qui concourent également pour des médailles individuelles. Les nations qui n'ont pas d'équipe peuvent être représentées par un seul athlète.
La compétition de dressage commence par une épreuve de Grand Prix, qui sert de qualification pour les compétitions par équipe et individuelles. Les athlètes sont répartis en six séries de dix athlètes chacune, les trois premières séries étant programmées le premier jour et les trois autres le deuxième jour. Les séries sont tirées de manière qu'il n'y ait pas plus d'un athlète par CNO dans la même série. Une fois les séries du Grand Prix terminées, les scores des équipes sont déterminés en additionnant les scores individuels de tous les membres de chaque équipe. Les huit meilleures équipes se qualifient pour la finale par équipe (Grand Prix Spécial), tandis que les deux meilleurs athlètes individuels de chaque série, ainsi que les six meilleurs athlètes suivants, se qualifient pour la finale individuelle (Reprise libre en musique).
Le Grand Prix Spécial, qui sert à déterminer les médailles par équipe, est un test de dressage légèrement plus difficile que le Grand Prix qui met l'accent sur les transitions difficiles (telles que le pas rassemblé - piaffer). Comme les résultats du Grand Prix ne sont pas pris en compte, les médailles par équipe sont déterminées uniquement sur la base des notes obtenues dans le Grand Prix Spécial. Les nations participant à la finale par équipe sont autorisées à inscrire un athlète remplaçant entre le Grand Prix et jusqu'à deux heures avant le Grand Prix Spécial.
La Reprise libre en musique est ouverte aux meilleurs 18 athlètes du Grand Prix et sert à déterminer les médailles individuelles. Chaque athlète conçoit sa propre reprise pour la reprise libre en musique, qui doit être mis en musique et contenir 16 mouvements obligatoires. Les cavaliers peuvent adapter leur reprise aux points forts de leurs chevaux et incorporer des mouvements plus difficiles que ceux exigés dans le Grand Prix ou le Grand Prix Spécial (comme une pirouette en piaffer ou des changements de pied sur une ligne courbe) afin d'augmenter leur score. Les médailles individuelles sont attribuées en fonction des notes obtenues sur la reprise libre en musique.

### Saut d'obstacles
Le saut d'obstacles est un parcours chronométré que le cavalier et sa monture doivent effectuer le plus rapidement possible. Il comprend différents obstacles constitués de barres. Quand l'une d'elles tombe lors du passage du cheval, cela entraîne une pénalité.
Les équipes de saut d’obstacles sont composées de trois athlètes, qui concourent également pour des médailles individuelles. Les nations qui n'ont pas d'équipe peuvent être représentées par un seul athlète. Les compétitions individuelles et par équipe se déroulent séparément.
Les compétitions par équipe se déroulent sur deux jours consécutifs. La première journée de compétition par équipe sert de qualification et est ouverte à l’ensemble des 20 équipes. A l'issue de l'épreuve qualificative, les équipes obtiennent leur classement en additionnant les pénalités encourues par les trois membres de l'équipe. Les athlètes qui se retirent, qui sont éliminés ou qui abandonnent la compétition n'obtiennent pas de score. Les équipes dont l'un des athlètes a abandonné, s'est retiré ou a été éliminé de la qualification par équipe seront placées en fonction des pénalités combinées encourues par les deux athlètes qui ont terminé la compétition. Les équipes dont les trois athlètes ont terminé la compétition sans être éliminés ou sans se retirer seront placées avant les équipes dont seulement deux athlètes ont terminé la compétition sans être éliminés ou sans se retirer. Les équipes dont deux athlètes ont abandonné et/ou se sont retirés et/ou ont été éliminés de la compétition seront éliminées. Les 10 meilleures équipes sur la base des résultats des qualifications se qualifient pour la finale par équipe. En cas d'égalité pour la dernière place de qualification, les équipes sont départagées par le temps combiné de leurs trois membres. La finale par équipe se déroule sur un parcours différent. Les équipes sont à nouveau classées en fonction du nombre de points de pénalité accumulés par leurs membres. Si deux équipes ou plus sont à égalité pour une place de médaille, elles sont départagées par un barrage.
Les compétitions individuelles se déroulent sur deux jours consécutifs. Le premier jour de compétition sert de qualification à l’ensemble des 75 athlètes qualifiés. Chaque athlète effectue le même parcours, qui comprend 12 à 14 obstacles numérotés. Les athlètes sont classés en fonction du nombre de points de pénalité accumulés, et les 30 premiers accèdent à la finale individuelle. En cas d'égalité pour la dernière place qualificative, les athlètes sont départagés par le temps de leur tour. La finale individuelle se déroule sur un parcours différent comprenant 12 à 15 obstacles numérotés. Les athlètes sont à nouveau classés en fonction du nombre de points de pénalité accumulés. Si deux athlètes ou plus sont à égalité pour une médaille, ils sont départagés par un barrage.

### Concours complet
Le concours complet est un triathlon équestre qui comporte trois épreuves : le dressage, le cross-country et le saut d'obstacles. Le cross-country est l’épreuve reine de la discipline, c'est un long parcours d'obstacles en extérieur et en terrain varié comportant des obstacles fixes variés à franchir dans un temps imparti.
Les compétitions pour les médailles par équipe et individuelles se déroulent simultanément. Chaque athlète, monté sur le même cheval, effectue, sur trois jours consécutifs, une reprise de dressage, puis un parcours de cross-country et un parcours de saut d'obstacles. La compétition comprend également une première inspection des chevaux avant la reprise de dressage (exceptionnellement non ouverte au public pour des raisons de coût) et une deuxième inspection des chevaux avant le parcours d’obstacles. Les membres du jury peuvent à cette occasion empêcher un cheval de poursuivre la compétition entraînant l’élimination du couple cavalier-cheval.
Les médailles par équipe sont ensuite attribuées en additionnant les scores des membres de l'équipe dans les trois phases. L'équipe qui obtient le moins de points de pénalité remporte la médaille d'or. Les 25 meilleurs athlètes individuels après le premier parcours d’obstacles effectuent un deuxième et dernier parcours pour déterminer les médailles individuelles. Par conséquent, ceux qui concourent pour la gloire individuelle effectuent un test de dressage et une épreuve de cross-country, et deux épreuves de saut d'obstacles.
Les athlètes qui, pour diverses raisons, ne commencent ou ne terminent pas l'une des phases sont éliminés de la compétition individuelle. Les équipes dont les athlètes sont éliminés reçoivent des points de pénalité : 100 points de pénalité pour chaque athlète éliminé lors des phases de dressage et de saut, et 200 points de pénalité pour chaque athlète éliminé lors de la phase de cross-country. Bien qu'ils soient exclus de l'épreuve individuelle, les athlètes éliminés peuvent continuer à concourir dans les phases suivantes pour leur équipe, à moins qu'ils n'aient été éliminés pour boiterie du cheval, chute du cheval, abus du cheval, ou disqualifiés d'une autre manière. Les équipes peuvent également présenter un athlète de réserve à tout moment de la compétition. Dans ce cas, l'équipe concernée se voit attribuer 20 points de pénalité supplémentaires.

## Qualifications
Il y a 200 places disponibles pour l'équitation aux Jeux Olympiques d'été de 2024 réparties de façon inégal entre les trois disciplines : 60 au dressage, 75 au saut d'obstacles et 65 au concours complet. Les équipes de chaque discipline sont composées de trois couples cheval-cavalier. Tout Comité National Olympique (CNO) qui qualifie une équipe (15 pour le dressage, 20 équipes pour le saut d’obstacles et 16 pour le concours complet) reçoit également 3 entrées dans la compétition individuelle pour la même discipline. Les CNO qui n'ont pas qualifié d'équipe peuvent obtenir une place individuelle en dressage et en saut d'obstacles, et jusqu'à deux places individuelles en concours complet, pour un total de 15 places en saut d'obstacles et en dressage, et de 17 en concours complet. Les équipes se qualifient principalement par le biais de compétitions spécifiques (championnat du monde, tournois continentaux, épreuves qualificatives spécifiques), tandis que les individus se qualifient essentiellement par le biais des classements de la Fédération Équestre Internationale arrêtés au 31 décembre 2023. La France, pays organisateur, se réserve automatiquement une place par équipe dans chaque discipline.

## Site des compétitions
Les épreuves d'équitation ont lieu dans le parc du château de Versailles : une carrière temporaire avec des tribunes d'une capacité de 15 000 places sera installée au niveau de l’Etoile Royale,, une esplanade située à l'ouest du Grand Canal, à l’extrémité opposée à celle du château lui-même. En 2020, pour réduire les coûts d'organisation, d'autres lieux déjà aménagés pour les sports équestres (Parc fédéral de Lamotte-Beuvron, le stade du Grand Parquet de Fontainebleau, l’hippodrome de Chantilly ou le domaine de Grosbois) ont été un moment considérés, mais le choix du domaine de Versailles, choix initial du dossier de candidature de Paris 2024, a été confirmé.
La carrière accueillera toutes les épreuves de dressage et de saut d’obstacles, ainsi que deux épreuves du concours complet (la reprise de dressage et les deux parcours de saut d’obstacles). L’épreuve de cross-country du concours complet se déroulera dans une partie du parc du château de Versailles, autour du Grand Canal et pourra accueillir 40 000 spectateurs. Le mardi 22 et le mercredi 23 août 2023 a eu lieu un test opérationnel sur certains aspects du parcours de cross, en particulier un ponton temporaire construit pour traverser le Grand Canal que les chevaux franchiront au galop lors de l’épreuve, qui s'est révélé parfaitement stable,.

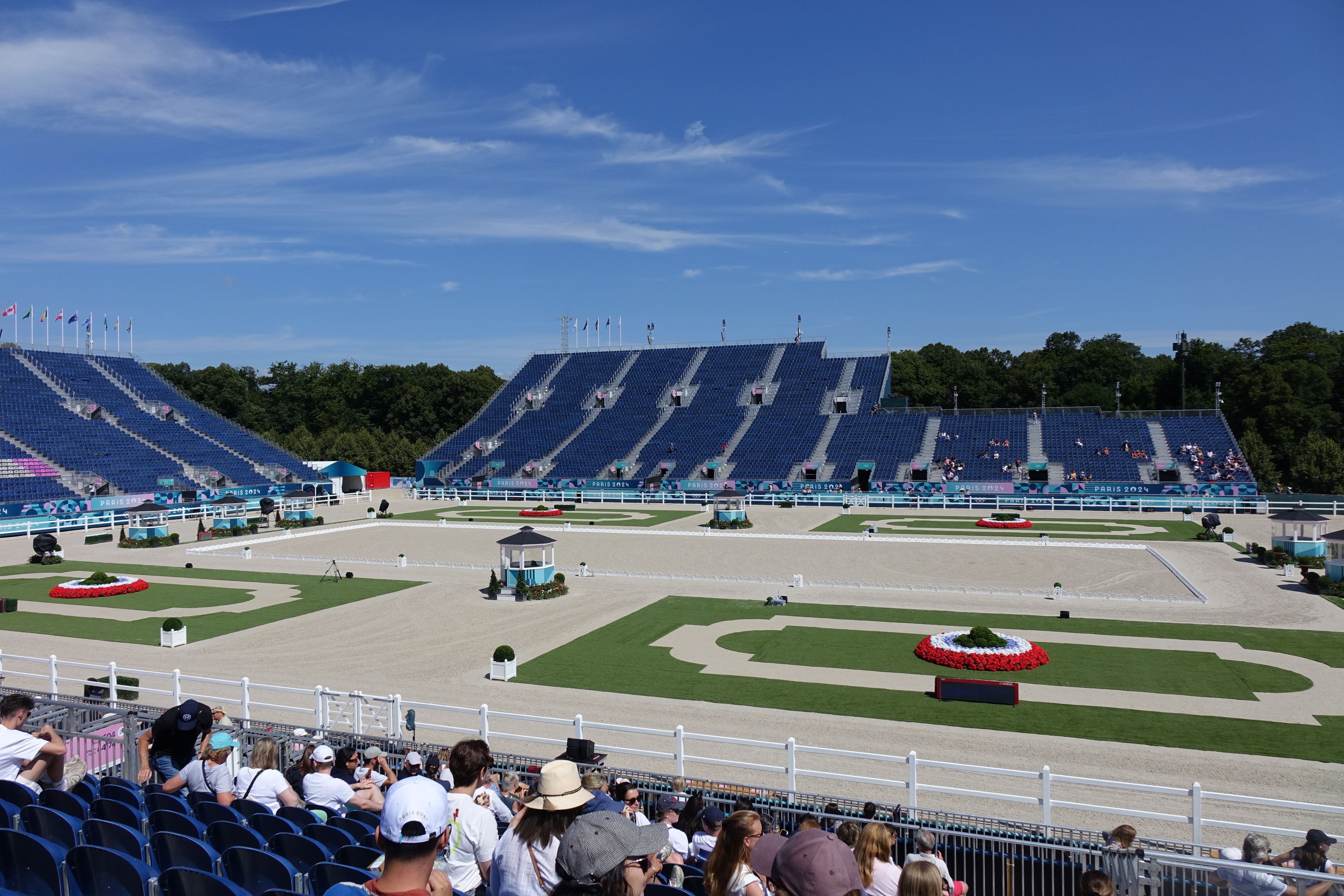
La carrière et les gradins
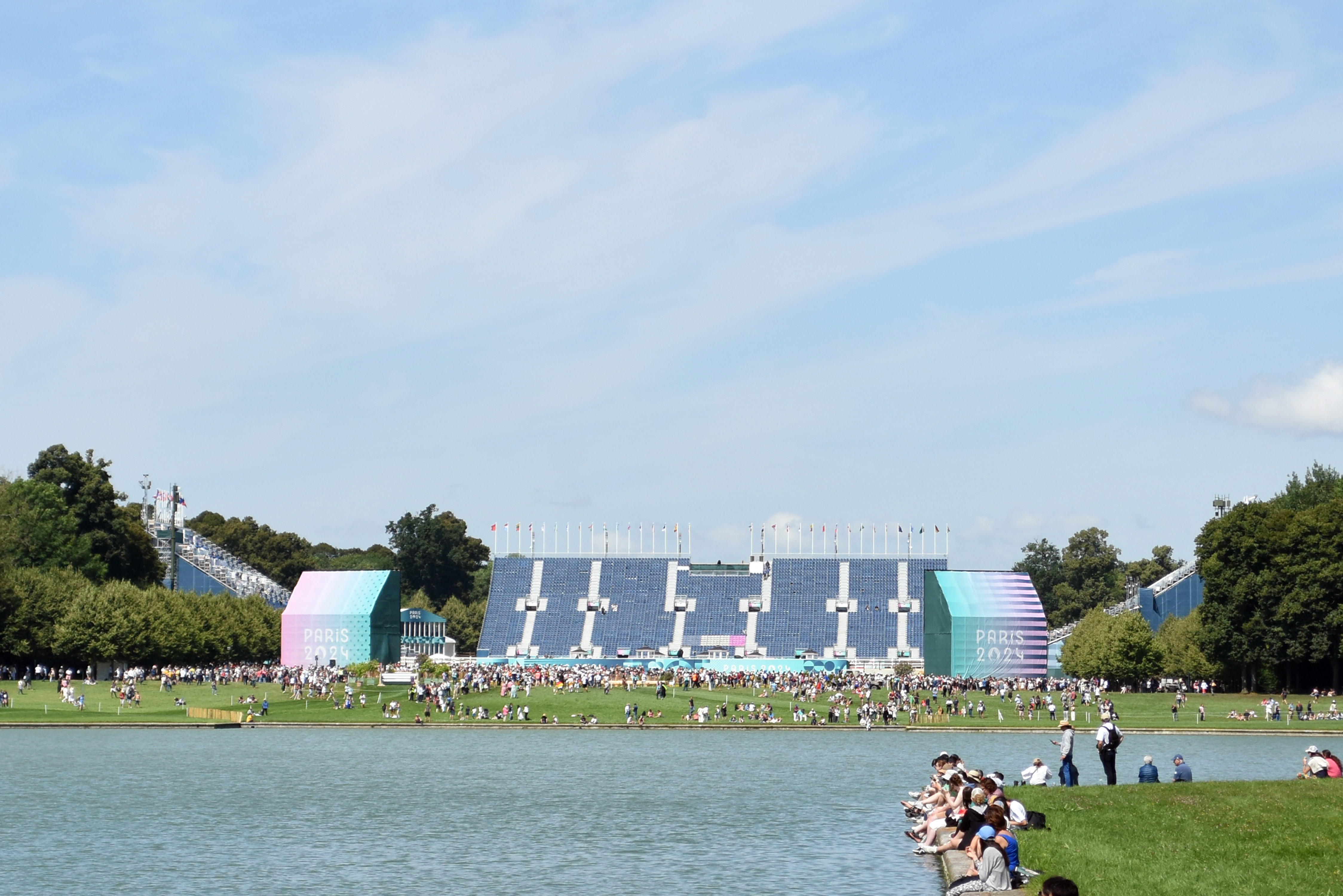
Les gradins vus du Grand Canal
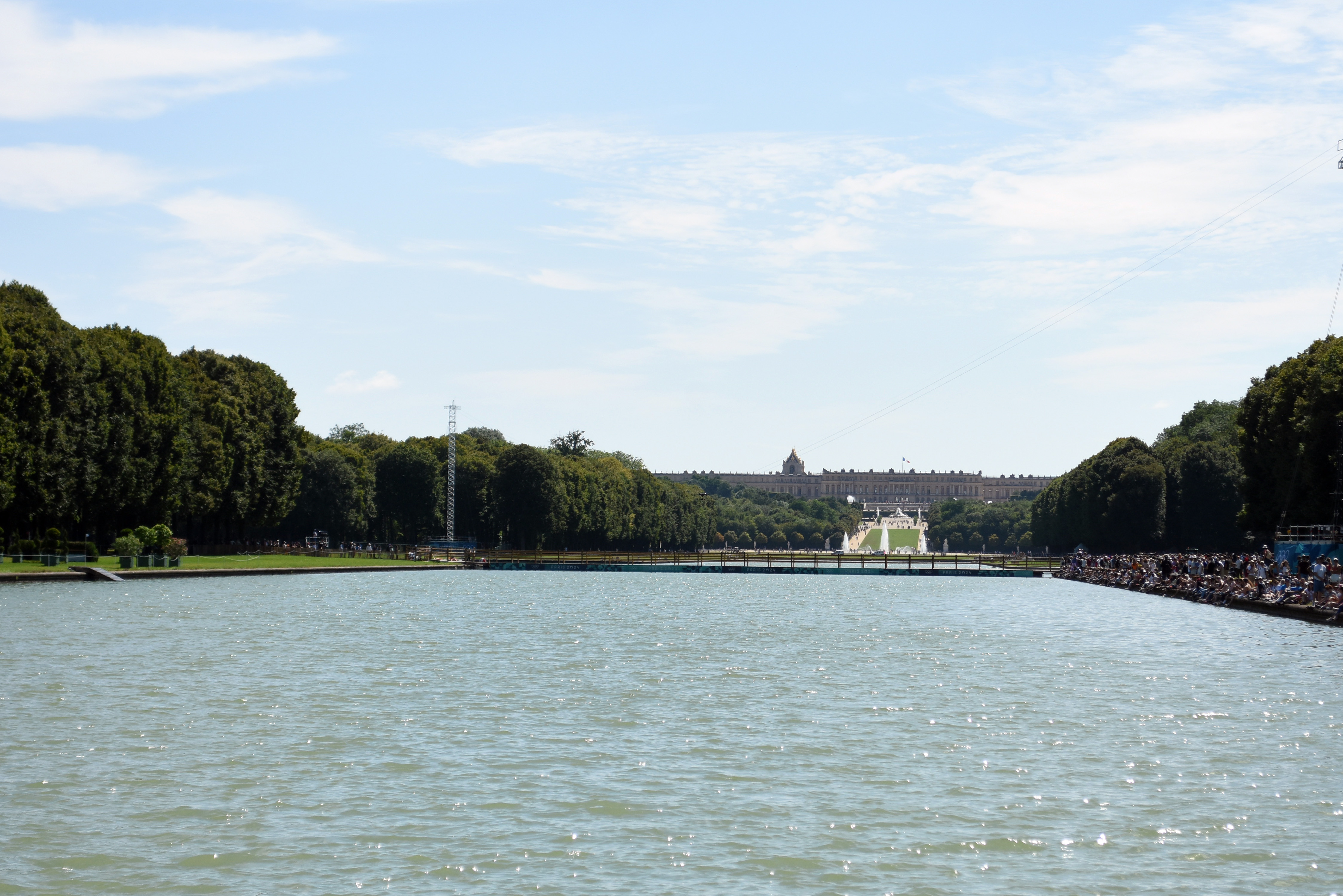
Le Grand Canal et le château de Versailles
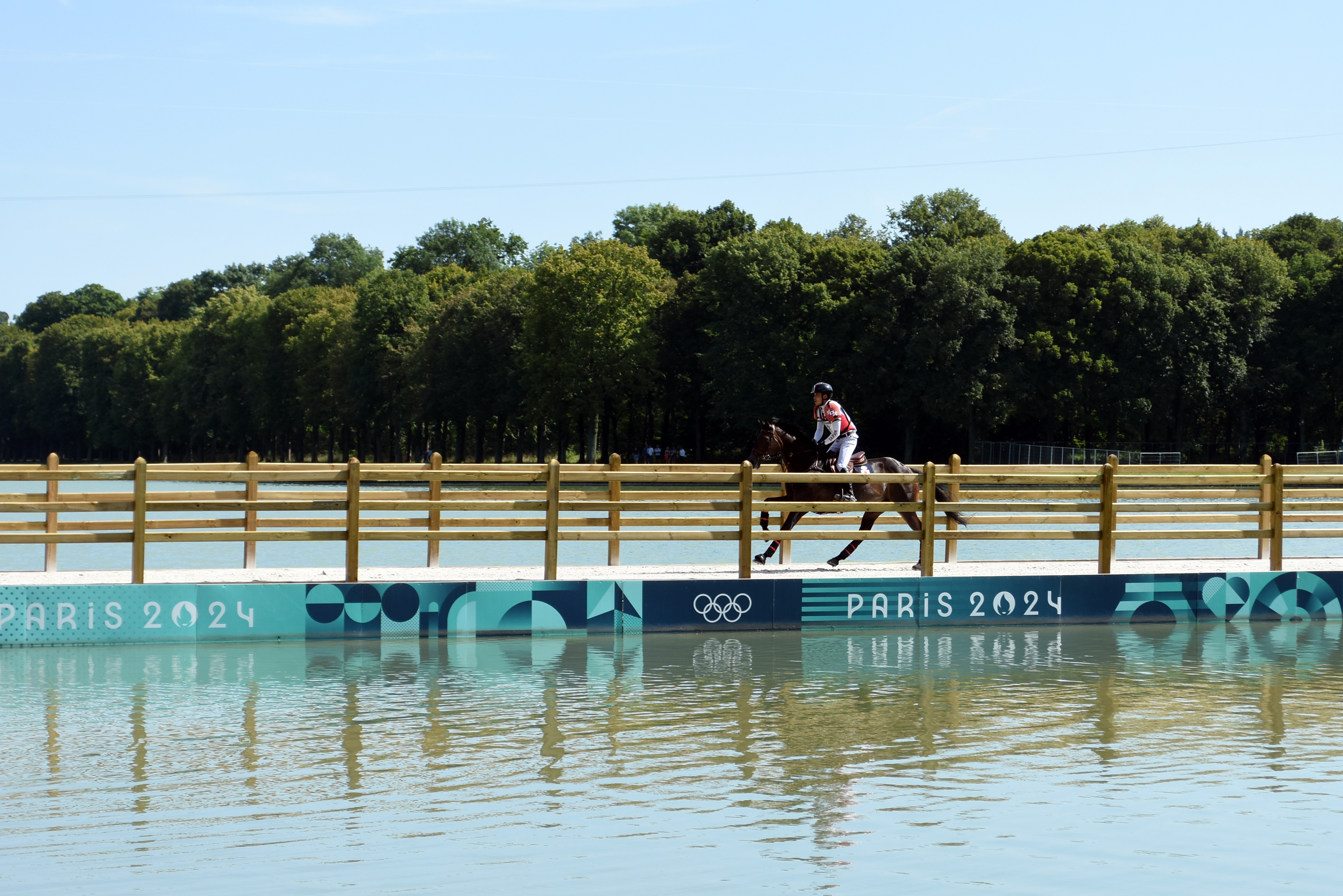
Le ponton sur le Grand Canal

## Calendrier des épreuves
| - Q : Qualifications - F : Finales - Dr. : dressage du concours complet - CC : cross-country du concours complet - CSO : saut d'obstacles du concours complet |

| Dates → Épreuves ↓ | Dates → Épreuves ↓ | Juillet | Juillet | Juillet | Juillet | Juillet | Août   | Août | Août | Août | Août | Août |
| Dates → Épreuves ↓ | Dates → Épreuves ↓ | Sa 27   | Di 28   | Lu 29   | Ma 30   | Me 31   | Je 1er | Ve 2 | Sa 3 | Di 4 | Lu 5 | Ma 6 |
| ------------------ | ------------------ | ------- | ------- | ------- | ------- | ------- | ------ | ---- | ---- | ---- | ---- | ---- |
| Dressage           | Par équipes        |         |         |         | Q       | Q       |        |      | F    |      |      |      |
| Dressage           | Individuel         |         |         |         | Q       | Q       |        |      |      | F    |      |      |
| Saut d'obstacle    | Par équipes        |         |         |         |         |         | Q      | F    |      |      |      |      |
| Saut d'obstacle    | Individuel         |         |         |         |         |         |        |      |      |      | Q    | F    |
| Concours complet   | Par équipes        | Dr.     | CC      | CSO     |         |         |        |      |      |      |      |      |
| Concours complet   | Individuel         | Dr.     | CC      | CSO     |         |         |        |      |      |      |      |      |

| Jour    | Date       | Début | Fin   | Discipline       | Épreuve              | Type de session     | Code session | Description session                  |
| ------- | ---------- | ----- | ----- | ---------------- | -------------------- | ------------------- | ------------ | ------------------------------------ |
| Jour 1  | 27 juillet | 09:30 | 18:30 | Concours complet | Individuel & équipes | Qualification       | EQE01        | CC Dressage                          |
| Jour 2  | 28 juillet | 10:30 | 15:00 | Concours complet | Individuel & équipes | Qualification       | EQE02        | CC Cross-country                     |
| Jour 3  | 29 juillet | 11:00 | 13:30 | Concours complet | Equipes              | Finale par équipe   | EQE03        | CC Saut d'obstacles                  |
| Jour 3  | 29 juillet | 15:00 | 16:00 | Concours complet | Individuel           | Finale individuelle | EQE03        | CC Saut d'obstacles                  |
| Jour 4  | 30 juillet | 11:00 | 16:30 | Dressage         | Individuel & équipes | Qualification       | EQD01        | Grand Prix jour 1                    |
| Jour 5  | 31 juillet | 10:00 | 15:30 | Dressage         | Individuel & équipes | Qualification       | EQD02        | Grand Prix jour 2                    |
| Jour 6  | 1 août     | 11:00 | 14:00 | Saut d'obstacles | Equipes              | Qualifications      | EQJ01        | Barème A au chronomètre sans barrage |
| Jour 7  | 2 août     | 14:00 | 16:00 | Saut d'obstacles | Equipes              | Finale par équipe   | EQJ02        | Barème A au chronomètre avec barrage |
| Jour 8  | 3 août     | 10:00 | 15:30 | Dressage         | Equipes              | Finale par équipe   | EQD03        | Grand Prix Spécial                   |
| Jour 9  | 4 août     | 10:00 | 13:30 | Dressage         | Individuel           | Finale individuelle | EQD04        | Reprise libre en musique             |
| Jour 10 | 5 août     | 14:00 | 18:00 | Saut d'obstacles | Individuel           | Qualification       | EQJ03        | Barème A au chronomètre sans barrage |
| Jour 11 | 6 août     | 10:00 | 12:00 | Saut d'obstacles | Individuel           | Finale individuelle | EQJ04        | Barème A au chronomètre avec barrage |

Tous les horaires sont à l'heure locale (Heure d’été d'Europe centrale    (UTC+2).

## Officiels
Les officiels (délégués techniques et officiels techniques internationaux) pour les épreuves équestres sont les suivants:

### Délégués techniques
- Vincenzo Truppa (délégué technique - dressage)
- Guillerme Nogueria Jorge (délégué technique - saut d’obstacles)
- Marcin Konarski (délégué technique - concours complet)
- Gaston Bileitczuk (assistant délégué technique - concours complet)
- Emily Sandler (délégué vétérinaire extérieur)

### Officiels techniques internationaux

#### Dressage
- Raphaël Saleh (président du jury)[19]
- Henning Lehrmann (membre du jury)
- Isobel Wessels (membre du jury)
- Mariette Sanders (membre du jury)
- Magnus Ringmark (membre du jury)
- Michael Osinski (membre du jury)
- Susanne Baarup (membre du jury)
- Andrew Gardner (membre du panel de supervision)
- Mary Seefried (membre du panel de supervision)
- Henk van Bergen (membre du panel de supervision)

#### Saut d'obstacles
- Frances Hesketh-Jones (président du jury)
- Patrice Alvado (membre du jury)[20]
- Harry Braspenning (membre du jury)
- David M. Distler (membre du jury)
- Karoly Fugli (membre du jury)
- Manuel Carvalho Martins (juge de liaison pour la sensibilité des membres)
- Santiago Varela (chef de piste)
- Gregory Bodo (co-chef de piste)[21]

#### Concours complet
- Christina Klingspor (président du jury)[22]
- Xavier Le Sauce (membre du jury)[23]
- Robert Stevenson (membre du jury)
- Pierre Le Goupil (chef de piste)[24]

#### Vétérinaires
- Dr Thierry Grisard (président)
- Juliana Freitas (membre assistant)
- Julius Peters (membre assistant)
- Marie Grandcollot-Chabot (vétérinaire chargé du dépistage)
- Ali Tweissi (vétérinaire chargé du dépistage)
- Christopher Elliot (vétérinaire examinateur)
- Howard Newitt (vétérinaire examinateur)

#### Tribunal de la FEI
- Jose Alfonso Rodriguez (président)
- Diane Pitts (membre)
- Cesar Torrente (membre)

#### Commissaires
- Cesar Hirsch (commissaire en chef général)
- Dan Chapman (commissaire en chef - dressage)
- Maria Hernek (commissaire en chef - saut d'obstacles)
- George Bazar (commissaire en chef - concours complet)

## Compétition
Les jeux de 2024 présentent six épreuves équestres : le complet en individuel et par équipe, le dressage en individuel en individuel et par équipe et le saut d'obstacles en individuel et par équipe.

### Concours complet

#### Par équipe
La Grande-Bretagne remporte la médaille d'or olympique avec une large avance et ce malgré les 8,80 points ajoutés lors de la dernière épreuve de saut d'obstacles. L'équipe britannique composée de Laura Collett sur London 52, Tom McEwen sur JL Dublin et Rosalind Canter sur Lordships Graffalo ont réalisé 91,30 points, score extrêmement bas et record olympique. Les britanniques conservent leur titre qu'ils avaient acquis lors des Jeux olympiques d'été de 2020.
Médaillée d'argent, la France totalise 103,60 points lors de la compétition. Après un cross avec seulement 6 points de pénalités pour l'équipe liés à des dépassements de temps, les français ont pu bénéficier des 20 points de pénalités octroyés aux japonais à la suite d'un changement de couple, l'un des chevaux de l'équipe ayant été refusé à la visite vétérinaire. Malgré 16,40 points de pénalités lors de l'épreuve de saut d'obstacles, l'équipe composée de Karim Laghouag sur Triton Fontaine, Stéphane Landois sur Chaman Dumontceau et Nicolas Touzaint sur Diabolo Menthe garde son avance et remporte la médaille d'argent.
Le Japon, quant à lui, s'offre la médaille de bronze, bénéficiant de la descente de l'Allemagne dans le classement général en raison de la chute de l'un de ses cavaliers. Avec 115,80 points, Yoshiaki Oiwa sur MGH Grafton Street, Kazuma Tomoto sur Vinci de la Vigne et Toshiyuki Tanaka sur Jefferson montent sur la troisième marche du podium,.

#### Individuel

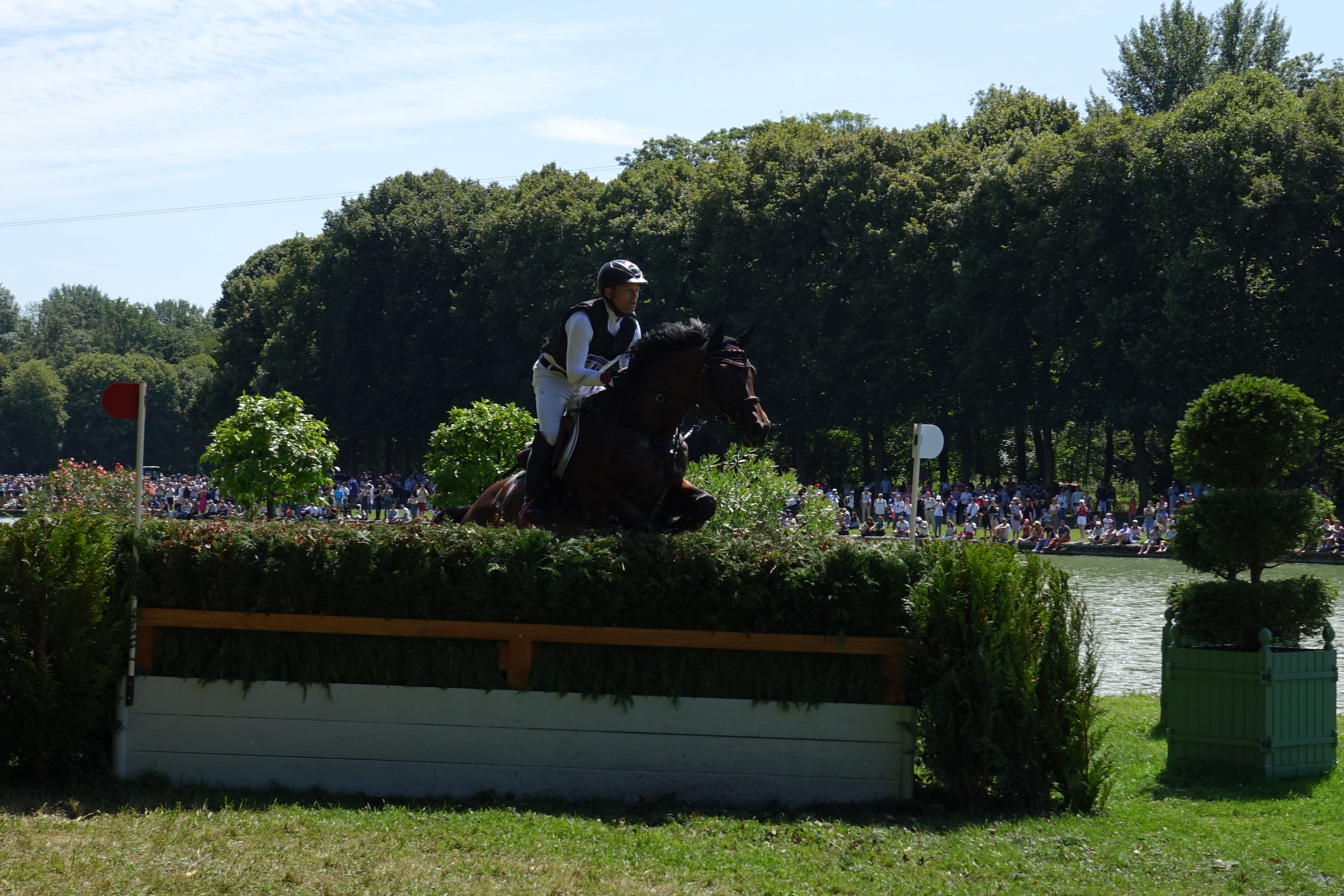
Michael Jung et Chipmunk FRH lors de l'épreuve de cross.

L'or olympique est remporté par l'Allemand Michael Jung et Chipmunk FRH. Il réalise le score final de 21,8 points, soit le plus bas jamais réalisé dans cette épreuve. Cette performance lui permet d'obtenir une médaille d'or olympique pour la troisième fois.
Sur la seconde marche du podium, c'est l'Australien Christopher Burton sur Shadow Man qui remporte la médaille d'argent. Il s'agit de la toute première médaille individuelle en grand championnat pour le cheval, celui-ci n'étant monté par Christopher Burton que depuis le mois de mars 2024. Même si le cavalier est expérimenté et a notamment remporté la médaille de bronze par équipes aux Jeux olympiques d'été de 2016, il n'avait depuis début 2024 pris part à aucune compétition de complet depuis presque trois ans, préférant se consacrer au saut d'obstacles.
La britannique Laura Collett complète le podium. Réalisant la meilleure prestation lors de l'épreuve de dressage, elle réalise 0,8 points de dépassement de temps lors du cross, qui lui fait perdre une place. Une faute lors de l'épreuve de saut d'obstacles lui fait perdre une nouvelle place. Elle arrive à sécuriser sa médaille de bronze lors du dernier parcours en réalisant un sans faute,.

### Dressage

#### Par équipe
L'Allemagne remporte la médaille d'or par équipe avec en tête les performances de Jessica von Bredow-Werndl et d'Isabell Werth qui obtiennent respectivement deux notes frôlant les 80%, et ce malgré quelques fautes. Leur compatriote Frederic Wandres réalise également une belle prestation homogène notée à 75,942%.
Le Danemark doit se contenter de la médaille d'argent malgré la très belle note de 81,216% de Cathrine Laudrup-Dufour qui réalise la meilleure note de la journée. Nanna Skodborg Merrald obtient quant à elle une note de 78,480% et Daniel Bachmann Andersen réalise une note de 75,973%.
La médaille de bronze est remportée par la Grande-Bretagne qui se montre robuste malgré l'absence de leur cavalière principale : Becky Moody est créditée de 76,489% et Carl Hester obtient la note de 76,520%. La meilleure note de l'équipe est pour Charlotte Fry avec 79,483%,.

#### Individuel

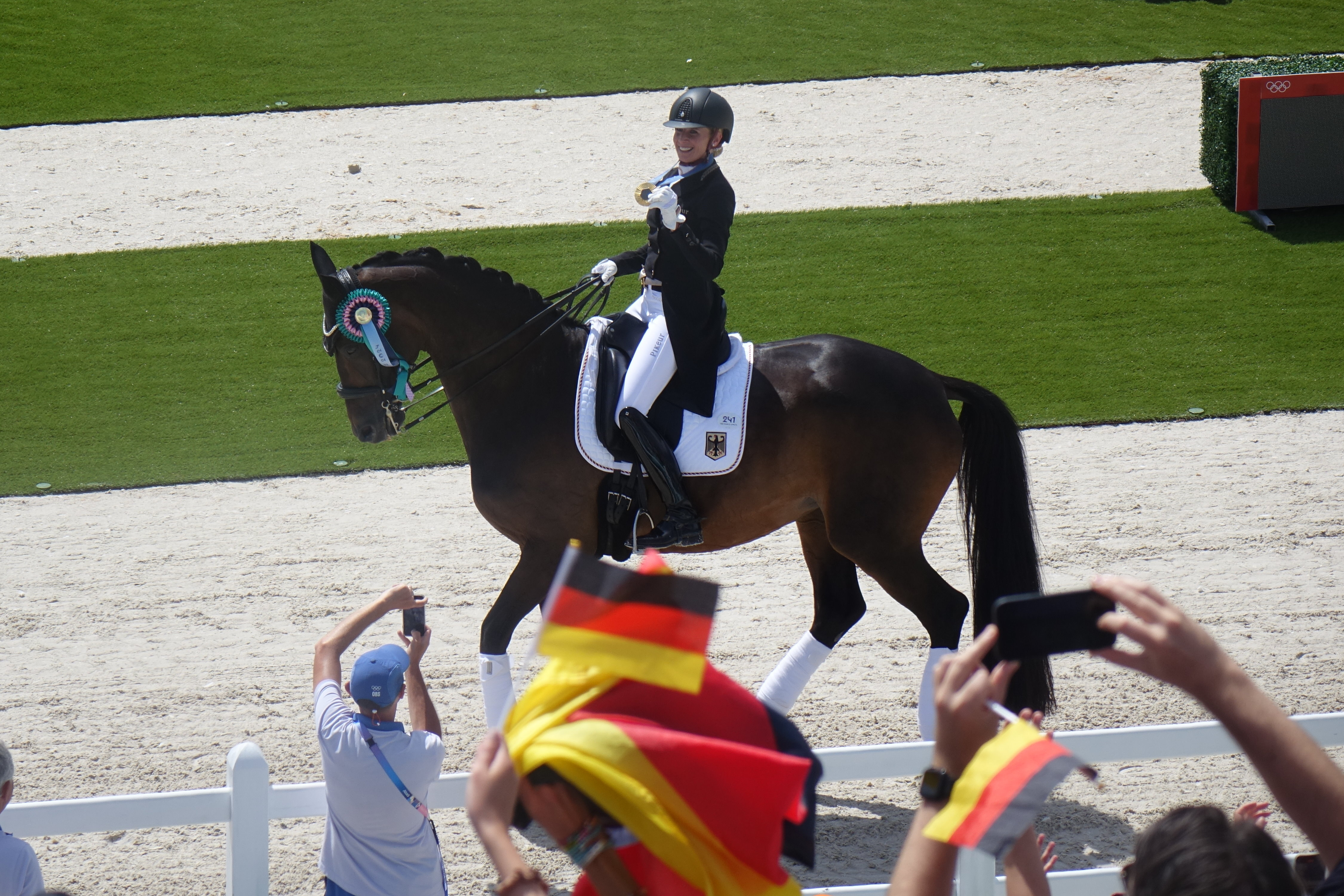
Jessica von Bredow-Werndl et TSF Dalera BB lors de la remise des médailles.

L'Allemande Jessica von Bredow-Werndl remporte la compétition avec sa jument de race Trakehner TSF Dalera BB, âgée de dix-sept ans. Bien que menée par la danoise Cathrine Laudrup-Dufour après le Spécial, elle parvient à obtenir un score de 90,093%, lui permettant de décrocher la médaille d'or.
Elle devance ainsi sa compatriote Isabell Werth et sa jument Wendy. Le couple, formé depuis moins d’un an, obtient la note de 89,695%. Cette performance confirme Isabell Werth dans son titre de cavalière la plus médaillée de tous les temps et lui permet d'être sacrée vice-championne olympique individuelle pour la quatrième fois.
La médaille de bronze est obtenue par la cavalière britannique Charlotte Fry associée à son étalon noir Glamourdale qui récolte la note de 88,971%,.

### Saut d’obstacles

#### Par équipe
Loin d'être favorite, c'est la Grande-Bretagne qui repart avec la médaille d'or de saut d'obstacles par équipes. Composée de Ben Maher sur Dallas Vegas Batilly, Harry Charles sur Romeo 88 et Scott Brash sur Jefferson, l'équipe ne fait que deux points de pénalités sur la finale
Les États-Unis montent sur la deuxième marche du podium avec seulement 4 points de pénalités liés à une faute sur l’entrée de triple de la finale. Laura Kraut sur Baloutinue, Karl Cook sur Caracole de La Roque et McLain Ward sur Ilex remportent ainsi la médaille d'argent.
Le podium est complété par la France qui obtient la médaille de bronze avec 7 points de pénalités, soit 4 points pour une barre et 3 points de dépassement de temps pour l'équipe. Avec un temps total de 238.12, l'équipe menée par Simon Delestre sur I Amesulina R 51, Olivier Perreau sur Dorai d'Aiguilly et Julien Épaillard sur Dubai du Cèdre passe juste devant les Pays-Bas qui totalisent également 7 points de pénalités mais dont le temps total est de 238.69,.

#### Individuel
C'est au barrage que s'est joué le podium du saut d'obstacles individuel. Seuls trois cavaliers ont en effet réussi à terminer le parcours de la finale sans faute.
La médaille d'or revient à Christian Kukuk sur Checker 47 pour l'Allemagne. Avec un sans faute et le meilleur temps du barrage, il remporte pour la première fois un titre olympique.
Steve Guerdat remporte la médaille d'argent avec Dynamix de Belheme. Un peu moins rapide que l'Allemand avec un temps de 38.38, le Suisse réalise également une faute qui lui coûte 4 points de pénalités.
Le podium est complété par Maikel Van der Vleuten avec Beauville Z pour les Pays-Bas. Il remporte la médaille de bronze avec 4 points de pénalités et un temps de 39.12,.

## Résultats

### Podiums
| Dressage                        | | | |
| Individuel résultats détaillés  | Jessica von Bredow-Werndl (GER) sur TSF Dalera BB                                                                      | Isabell Werth (GER) sur Wendy | Charlotte Fry (GBR) sur Glamourdale                                                                                       |
| Par équipes résultats détaillés | Allemagne - Frederic Wandres sur Bluetooth Old - Isabell Werth sur Wendy - Jessica von Bredow-Werndl sur TSF Dalera BB | Danemark - Daniel Bachmann Andersen sur Vayron - Nanna Skodborg Merrald sur Zepter - Cathrine Laudrup-Dufour sur Freestyle                | Grande-Bretagne - Becky Moody sur Jagerbomb - Carl Hester sur Fame - Charlotte Fry sur Glamourdale                        |
| Saut d'obstacles                | | | |
| Individuel résultats détaillés  | Christian Kukuk (GER) sur Checker 47                                                                                   | Steve Guerdat (SUI) sur Dynamix de Belheme                                                                                                | Maikel Van der Vleuten (NED) sur Beauville Z                                                                              |
| Par équipes résultats détaillés | Grande-Bretagne - Ben Maher sur Dallas Vegas Batilly - Harry Charles sur Romeo 88 - Scott Brash sur Jefferson          | États-Unis - Laura Kraut sur Baloutinue - Karl Cook sur Caracole de La Roque - McLain Ward sur Ilex                                       | France - Simon Delestre sur I Amesulina R 51 - Olivier Perreau sur Dorai d'Aiguilly - Julien Épaillard sur Dubai du Cèdre |
| Concours complet                | | | |
| Individuel résultats détaillés  | Michael Jung (GER) sur Chipmunk FRH                                                                                    | Christopher Burton (AUS) sur Shadow Man                                                                                                   | Laura Collett (GBR) sur London 52                                                                                         |
| Par équipes résultats détaillés | Grande-Bretagne - Laura Collett sur London 52 - Tom McEwen sur JL Dublin - Rosalind Canter sur Lordships Graffalo      | France - Karim Laghouag sur Triton Fontaine - Stéphane Landois sur Chaman Dumontceau*Ride for Thaïs - Nicolas Touzaint sur Diabolo Menthe | Japon - Yoshiaki Oiwa sur MGH Grafton Street - Kazuma Tomoto sur Vinci de la Vigne - Toshiyuki Tanaka sur Jefferson       |

### Tableau des médailles
- Pays organisateur (France)

| Rang  | Nation          | Or | Argent | Bronze | Total |
| ----- | --------------- | -- | ------ | ------ | ----- |
| 1     | Allemagne       | 4  | 1      | 0      | 5     |
| 2     | Grande-Bretagne | 2  | 0      | 3      | 5     |
| 3     | France          | 0  | 1      | 1      | 2     |
| 4     | Australie       | 0  | 1      | 0      | 1     |
| 4     | Danemark        | 0  | 1      | 0      | 1     |
| 4     | États-Unis      | 0  | 1      | 0      | 1     |
| 4     | Suisse          | 0  | 1      | 0      | 1     |
| 8     | Japon           | 0  | 0      | 1      | 1     |
| 8     | Pays-Bas        | 0  | 0      | 1      | 1     |
| Total | Total           | 6  | 6      | 6      | 18    |